# Heterospingus rubrifrons
Tangará-d'uropígio-amarelo ou saí-de-sobre-amarelo (Heterospingus rubrifrons) é uma espécie de ave da família Thraupidae.
Pode ser encontrada nos seguintes países: Costa Rica e Panamá.
Os seus habitats naturais são: florestas subtropicais ou tropicais húmidas de baixa altitude.